# エレオノーラ・アバニャート

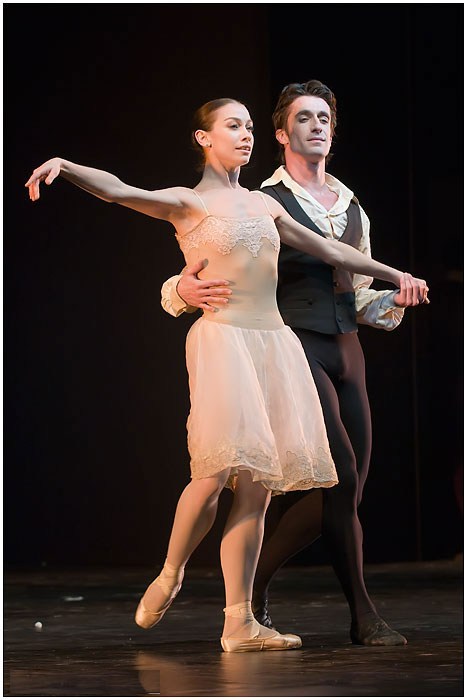
エレオノーラ・アバニャートとバンジャマン・ペッシュ、2010年

エレオノーラ・アバニャート（Eleonora Abbagnato、1978年6月30日 - ）は、イタリアのバレエダンサー・バレエ指導者である。地元でバレエを始め、1992年にパリ・オペラ座バレエ学校に入学した。バレエ学校卒業公演の『騎士と姫君』（セルジュ・リファール振付）に主演して注目を集め、卒業後の1996年にパリ・オペラ座バレエ団に入団した。ローラン・プティやピナ・バウシュなど現代の振付家の作品でとりわけ個性を発揮し、2013年にエトワールに任命された。2015年にパリ・オペラ座の現役エトワールとして籍を置いたまま、ローマ歌劇場バレエ団の芸術監督に就任した。夫の元サッカー選手、フェデリコ・バルザレッティとの間に2子あり。2021年6月11日にアデュー公演を行い、パリ・オペラ座バレエ団に別れを告げた。

## 経歴

### 初期のキャリア
シチリア島パレルモの出身。地元でバレエを始め、イタリア国内のバレエコンクールで入賞してモナコにあるプリンセス・グレース・アカデミーでマリカ・ベゾブラゾヴァに師事した
。10歳のときには、ローラン・プティ振付の『眠れる森の美女』で小さなオーロラ姫を踊り、11歳になるとパリ・オペラ座バレエ団の舞台にも立った。
カンヌにあるロゼラ・ハイタワー（en:Rosella Hightower）のバレエ学校を経て、1992年にパリ・オペラ座バレエ学校に入学した。パリ・オペラ座バレエ学校への入学を勧めたのは、当時校長だったクロード・ベッシー（fr:Claude Bessy）であった。2人はよく衝突して喧嘩をしていたが、ベッシーはいつも現場にいてアバニャートにすべてを教え、彼女が踊るすべての初役を見ていてくれたという。
パリ・オペラ座バレエ学校入学と同じ年に、イタリア出身の名バレリーナであるカルラ・フラッチと『フェードル』という作品で共演した。バレエ学校では、先輩のジャン＝ギヨーム・バールがプティ・ペールを務めた。バールはアバニャートがパリ・オペラ座バレエ団に入団した後も彼女のよき理解者となって、パートナーとして踊るとともにコンクールの指導をしたり、彼女のための小品を振りつけてくれたりした。アバニャートはバレエ学校卒業公演の『騎士と姫君』（セルジュ・リファール振付）で主役を務めて注目を集め、卒業後の1996年にパリ・オペラ座バレエ団に入団した。
入団後の昇進は順調で、1999年にコリフェ、2000年スジェ、2001年にプルミエール・ダンスーズとなった。コリフェのときからマニュエル・ルグリやローラン・イレールと組んで踊ったり、本来スジェが踊る役に配役されたりするなど運にも恵まれ、21歳のときにはプティ振付の『クラヴィーゴ』で主役マリーを好演してパリ・オペラ座の有望な若手ダンサーに贈られるカルポー賞（fr:Prix du Cercle Carpeaux）を受賞している。

### エトワールへの道
アバニャートはプルミエール・ダンスーズへの昇進こそ早かったが、最高位のエトワールにたどり着くまでには13年の時間を要した。当時のパリ・オペラ座バレエ団芸術監督ブリジット・ルフェーヴルにより早い時期からエトワールの踊る役に多く配役されていて、周囲からも任命を期待されていた。パリ・オペラ座の舞台で踊ってみたい作品は沢山あったが、それらを踊るためにあまりにも長く待たされるのは嫌だということで、アバニャートはパリ・オペラ座以外の世界に目を向けるようになった。ルフェーヴルから外部で活動する許可が下りたため、アバニャートは故郷のイタリアなどで自由なキャリアを送ることができた。
この期間はアバニャートにとって難しい時期でもあった。パリ・オペラ座を長く離れているとエトワールに任命されないのではないかとの心配があったし、身体の維持は常に彼女の最大の関心事となっていた。アバニャート自身は、パリ・オペラ座を完全に離れることは考えていなかった。パリ・オペラ座では多くのコリオグラファーの新作を踊っていたし、ローラン・プティからは『若者と死』への出演を請われていた。アバニャートはエトワール任命直後に行われたインタビューで「あんなにも多彩なレパートリーがあって、世界有数のコリオグラファーたちと仕事することができて、あんなにも素晴らしい公演を行い、同じく素晴らしいレッスン場と教授陣を備えている劇場は他にはないと知っていましたから」とパリ・オペラ座の美点を語っていた。
アバニャートは長きにわたってエトワールに任命されなかったために、自身ではその地位への昇進を期待していなかった。彼女自身によれば、すでにパリ・オペラ座の中では自分の場所を確立していると思っていた。エトワールではないのに公演の初日を任されていて、実質的にはエトワールと同様の扱いであった。
2013年3月27日、アバニャートはニコラ・ル・リッシュをパートナーとして『カルメン』（ローラン・プティ振付）のタイトル・ロールを踊った。終演後、恩師のクロード・ベッシーや夫のフェデリコ・バルザレッティを始めとする家族が見守る中、アバニャートはエトワールに任命された。当初ルフェーヴルはアバニャートのエトワール任命を次のシーズン初めの『椿姫』（ジョン・ノイマイヤー振付）で考えていたという。実際には、『カルメン』を始めとするプティの多くの作品で共演したル・リッシュとの舞台での任命となった。アバニャートも「エトワールに任命されてまずローランのことを思いました。最後に『若者と死』を踊ったとき、彼は舞台を見ていて、『君がエトワールになるのをどれほど望んでいることか』と言葉をかけてくれました」とその喜びを語っていた。

### 新たな進路へ
2015年4月、アバニャートはローマ歌劇場バレエ団の芸術監督に就任した。これはローマ市長から「閉鎖の危機に瀕しているローマ歌劇場を救ってほしい」と要請を受けたためで、祖国イタリアからダンスの伝統が消えることだけは避けたいという思いからの決断であった。アバニャートがこの要請についてパリ・オペラ座総裁ステファン・リスネールに相談したところ、「ぜひやるべきだ」との賛同を得た。
アバニャート自身はエトワールとしての定年まであと3年あったため、パリ・オペラ座で踊り続ける機会を残しておきたかった。彼女はこのことについて「古典全幕ではなく、自分の芸術性を活かせるような作品に挑戦する年齢に差しかかっていますから、この二つのキャリアを持つのにふさわしい時期だったのだと思います」とダンサーと芸術監督の両立に意欲を見せていた。
アバニャートはローマ歌劇場バレエ団芸術監督就任を承諾するとともに、ブレゲ、レペット、ヴァレンチノなどの有名ブランドにコンタクトを取ってローマ歌劇場への支援を依頼した。これらの支援策が功を奏して、ローマ歌劇場バレエ団の舞台は満席が続き、『くるみ割り人形』公演では過去最高の興行収入を上げるなどの成果を得た。
アバニャートはパリとイタリアを往復して仕事をしていたため、ローマで暮らす夫のフェデリコ・バルザレッティとは普段は離れ離れに暮らしていた。バルザレッティは負傷によって2015年8月12日に現役引退を表明し、ASローマのチームスタッフとなっていた。アバニャートによれば、バルザレッティには負傷の直前、パリ・サンジェルマンFCからオファーが来ていたという。「不思議なめぐりあわせで二人ともローマに居を定めることになりました。人生ってそういうものなんだと思います」とアバニャートは語っていた。
ローマ歌劇場バレエ団芸術監督の契約期間は3年間で、これはアバニャート自身のパリ・オペラ座エトワール定年までと同じ期間である。2019-2020年のシーズンに予定されるパリ・オペラ座でのアデュー（引退）公演は、2019年12月公演の『ル・パルク』に決定していた。しかし、年金改革に反対するオペラ座ダンサーたちのストで延期された上、2020年春からの新型コロナのパンデミックにより再度延期されていた。
アデュー公演の演目として、アバニャート自身が『若者と死』、『ランデヴー』（ともにローラン・プティ振付）を選んだ。この2演目は2021年6月11日にガルニエ宮で「ローラン・プティへのオマージュ」という公演の中で踊られた。パートナーはマチュー・ガニオ（『ランデヴー』）、ステファン・ビュリヨン（『若者と死』）であった。

### 私生活
アバニャートは2011年6月13日に、サッカー選手（当時）のフェデリコ・バルザレッティと結婚した。バルザレッティは以前のパートナーとの間に、2006年と2008年に2人の娘をもうけていた。2人はノルマンニ宮殿で結婚式を挙げ、立会人となったのはマッティア・カッサーニとジョルジョ・キエッリーニであった。
バルザレッティとアバニャートの間には、2012年1月24日に娘が生まれた。2013年3月27日に『カルメン』のタイトル・ロールを踊った当日に、娘が40度の熱を出していた。舞台が終わったらすぐに帰ろうと思い、娘のことしか考えずに踊っていたら「エトワール任命」というサプライズが発生したという。アバニャート自身も「その日の私の踊りはベストだったんです」と回想していた。
アバニャートは娘について「私のエトワールよ!十三年間もプルミエール・ダンスーズだったけれど、彼女のおかげでエトワールになれたんだから」とインタビューに答えていた。2015年には、息子が誕生している。

### レパートリーと評価
アバニャートは、古典バレエよりもコンテンポラリーを得意とするタイプのダンサーと評価される。美貌と表現力、そして柔軟性に富んだ肢体を活かして、ドラマティックな作品からコンテンポラリーに至るさまざまな舞台で優れた踊りと演技を見せている。
パリ・オペラ座バレエ団は1990年代の半ばから現代的な路線に傾斜し、アバニャートはその流れに乗って注目を集めるようになった。彼女はピナ・バウシュ、ローラン・プティ、ジョン・ノイマイヤーなどの作品を特に好み、「こんなすばらしい振付家に教えてもらえる機会が多くあるオペラ座は、本当にすばらしいカンパニーです」と述べていた。
バウシュの『春の祭典』では生贄役を踊り、「踊るというよりも、素の自分をさらけだすような役」を経験したことでエモーショナルな表現をより強く打ち出すことが可能になったため、古典バレエを踊るときにもその経験を活かすことができるようになった。プティとは少女時代からの長い交流があり、彼の創作した大きな役柄のほとんどすべてを踊っていた。そして、2013年のエトワール任命のときに踊ったのもプティ振付の『カルメン』であった。
ノイマイヤーの作品では『真夏の夜の夢』、『シルヴィア』、『椿姫』などを踊った。アバニャートは『椿姫』を「彼の傑作の一つ」と評し、「この作品の特徴はまず物語がとてもリアルで、人間的だということ。（中略）ダンサーの演技力が大きく試されるバレエです」と述べていた。『椿姫』で彼女のパートナーを務めたバンジャマン・ペッシュは2006年のインタビューで「彼女はマルグリットにもっとも適したダンサーだと思う。（中略）原作から感じ取ったマルグリットのイメージはエレオそのものですからね」と答えている。
その他にウィリアム・フォーサイス、アンジュラン・プレルジョカージュ、イリ・キリアンの作品なども踊っている。2016年2月20日に行われたバンジャマン・ペッシュのアデュー公演では、彼の相手役としてプレルジョカージュの『ル・パルク』を踊った。

## 出演

### 映画
- Il 7 e l'8（en:Il 7 e l'8）（2008年）

### 舞台映像
- パリ・オペラ座バレエ団『嵐が丘』（2002年）[26]
- パリ・オペラ座バレエ団『メディアの夢』（2004年）[24]
- パリ・オペラ座バレエ団『イワン雷帝』（2005年）[27]
- パリ・オペラ座バレエ団『プルースト　失われた時を求めて』（2007年）[28]